# 4-Méthylthioamphétamine
La 4-méthylthioamphétamine (4-MTA) est une drogue de synthèse, développée dans les années 1990 par une équipe dirigée par David E. Nichols à l'université de Purdue. Il s'agit d'un agent non-neurotoxique qui libère de la sérotonine (SSRA (en)) chez les animaux,,. Elle est de loin liée à plusieurs autres SSRAs, y compris le MMAI (en), le MDAI
I (en) et le MDMAI (en).